# Grupo Ferpinta
O Grupo Ferpinta é um grupo de empresas português com atividade principal no setor da indústria metalomecânica e com sede em Oliveira de Azeméis.

## História
O grupo foi fundado por iniciativa de Fernando Pinto Teixeira, tendo como empresa mãe a Ferpinta - Fábrica Nacional de Construções Metálicas, estabelecida em 1972, porem com origem em atividade individual iniciada em 1962. 
Desde a sua origem, a sua produção passou pelo mobiliário escolar, instalações para o setor agropecuário e estruturas metálicas para a construção civil. Posteriormente, veio a especializar-se na produção de tubos de aço.
De acordo com informação da Câmara Municipal de Oliveira de Azemeis, a mesma empresa tem uma capacidade de produção que ronda as 350 mil toneladas, o que a torna num dos maiores produtores de tubos de aço do mundo.
Segundo o Jornal de Negócios, a Ferpinta contava em 2017 cerca de 1.200 funcionários, exportações para 34 países do mundo e investimentos diretos em Espanha, Angola e Moçambique.
Já em 2022, beneficiando de um crédito fiscal de 4,99 milhões de euros e de um apoio a fundo perdido do Compete 2020 (programa de gestão de fundos europeus), de 5,99 milhões de euros, a empresa anunciou investimentos no valor de 49,98 milhões de euros, no desenvolvimento de uma nova unidade industrial em Oliveira de Azemeis, novos produtos e o aumento da capacidade de producao.
Em 2023 a edição portuguesa da revista Forbes, descrevia o grupo como um complexo de cerca de 20 sociedades, ativas na metalomecânica original, no comercio e no turismo. Neste último setor, consta o Vila Baleira Hotels & Resorts, responsável pela gestão de duas unidades hoteleiras de quatro estrelas no Funchal. 